# Åke Sundborg
Åke Olof Fritiof Sundborg, född 15 oktober 1921 i Eds socken, Värmland, död 23 maj 2007 i Uppsala, var en svensk naturgeograf och geomorfolog.
Sundborg blev filosofie kandidat vid Uppsala universitet 1945, filosofie magister 1949, filosofie licentiat 1950 samt filosofie doktor och docent 1957. Han var amanuens och assistent vid Uppsala universitet 1945–52, blev biträdande lärare 1954, docent i geografi, särskilt naturgeografi 1957, forskardocent 1964 och var professor 1969–86. 
Sundborg var dekanus för biologisk-geovetenskapliga sektionen i Uppsala 1974–77, prodekanus för matematisk-naturvetenskapliga fakulteten 1974–80 och ledamot av fackberedningen för matematik och naturvetenskap 1973–76. Han invaldes som ledamot av Kungliga Vetenskapssamhället i Uppsala 1961, Kungliga Humanistiska Vetenskapssamfundet i Lund 1973, Kungliga Vetenskapsakademien 1973, Kungliga Fysiografiska Sällskapet i Lund 1982 och som korresponderande ledamot av Geografiska Societeten i Finland 1978. Han deltog i en expedition till Island 1951 och innehade expertuppdrag i samband med flodregleringar, bland annat i syriska delen av Eufrat 1962.